# Постановление о детронизации Николая I
Постановле́ние о детрониза́ции Никола́я I (пол. Uchwała Sejmu o detronizacji Mikołaja I) — постановление, принятое польским Сеймом во время Восстания 1830 года, которое формально лишало российского императора Николая I прав на трон Царства Польского.

## История
После манифестации в Варшаве и неудачной миссии пророссийского министра Ксаверия Друцкого-Любецкого в Санкт-Петербурге, 25 января 1831 Сейм принял постановление о детронизации императора.
Несмотря на то, что тон документа был умеренным, он означал крушение надежд на мирное разрешение проблемы. Польские историки считают, что именно со дня постановления конфликт сменился настоящей войной.
С точки зрения польской стороны, после оглашения «Постановления о детронизации» наследники Николая I не могли использовать титул Царя Польского и, таким образом, дальнейшее их правление Польшей было незаконным, узурпаторским. С точки зрения русской стороны, этот документ был ничтожным (не имеющим юридической силы), поскольку конституция была дарована Царству Польскому в 1815 году российским императором Александром I и только он мог изменять её. После подавления польского восстания 1830—1831 годов конституция была заменена Органическим статутом 1832 года. Этот документ упразднил Сейм и армию, окончательно интегрировав Царство Польское в состав Российской империи.

## Текст постановления

### Оригинал
Najświętsze i najuroczystsze umowy o tyle są nienaruszalne, o ile wiernie są dotrzymywane przez obie strony. Długie cierpienia nasze znane są całemu światu. Przysięgą poręczone przez dwu panujących, a pogwałcone tylekroć swobody — nawzajem i naród polski od wierności wobec dzisiejszego panującego uwalniają. Wyrzeczone na koniec przez samego Mikołaja słowa, że pierwszy ze strony naszej wystrzał stanie się na zawsze hasłem zatracenia Polski, odejmując nam wszelką nadzieję sprostowania naszych krzywd, nie zostawiają jak rozpacz szlachetną.
Naród zatem polski, na sejmie zebrany, oświadcza: iż jest niepodległym ludem i że ma prawo temu koronę polską oddać, którego godnym jej uzna, po którym z pewnością będzie się mógł spodziewać, iż mu zaprzysiężonej wiary i zaprzysiężonych swobód święcie i bez uszczerbku dochowa.

### Перевод
Самые святые и торжественные договоры только тогда являются нерушимыми, когда искренне соблюдаются обеими сторонами. Всему миру известно наше страдание. Обещанные под присягой двумя владыками и столь часто попираемые свободы освобождают обе стороны и польский народ от верности. Сказанные, наконец, самым Николаем слова, что первый же выстрел с нашей стороны всегда будет сигналом к гибели Польши, не оставили нам никакой надежды на исправление нанесенных обид, не оставили нам ничего, кроме благородного горя.
Таким образом народ польский, на сейме собранный, заявляет: он является независимой нацией и имеет право тому корону польскую отдать, кого её достойным сочтёт, на кого рассчитывать будет, кто приведённый к присяге веры твердо и без ущерба соблюдёт обещанные присягой свободы.

## Последствия
1. Ужесточение политики Николая I: Император Николай I воспринял постановление о детронизации как акт вражды. Он заявил, что отныне поляки будут рассматриваться не как подданные, а как враги. Это укрепило его репрессивную политику внутри империи и усилило централизованный контроль[1].
2. Международная реакция: Восстание привлекло внимание европейских стран и обострило отношения России с Францией и другими государствами. Николай I считал польское движение частью общеевропейской революционной угрозы и усилил борьбу с либеральными и национально-освободительными движениями в Европе[2].

## В литературе
Адам Мицкевич написал об этом в стихотворении Reduta Ordona (1832):
- Mocarzu, jak Bóg silny, jak szatan złośliwy,
Gdy Turków za Bałkanem twoje straszą spiże,
Gdy poselstwo paryskie twoje stopy liże,
— Warszawa jedna twojej mocy się urąga,
Podnosi na cię rękę i koronę ściąga,
Koronę Kazimierzów, Chrobrych z twojej głowy,
Boś ją ukradł i skrwawił, synu Wasilowy!
- Властитель, сильный как Бог, как сатана лукавый,
Когда турок за Балканами твои пугают пушки,
Когда парижское посольство лижет твои стопы,
— Варшава лишь одна твою поносит силу,
Подъемлет руку на тебя, венец срывает
Корону Казимиров, Храбрых со твоей главы,
Ведь ты её украл и омочил в крови, Василья сын![3]